# Prohibicions dels símbols feixistes

3:5 Bandera del Partit Nazi (1920–1945)
Amb el cercle centrat i l'esvàstica, fou la bandera nacional d'Alemanya (1933–45)

3:5 L'antiga bandera nacional del 1867 al 1918. Utilitzada conjuntament amb la bandera d'esvàstica (1933-1935), llavors prohibida pel règim com a "reactionària". A Alemanya, els neonazis usen la bandera al costat de la bandera amb la Creu de Ferro i l'Àguila de Servei al Reich com a substitut de la bandera nazi prohibida.

Les Prohibicions dels símbols feixistes són valoracions legals sobre l'ús de simbologia que faci referència a règims feixistes. Actualment per exemple, l'ús de banderes del Tercer Reich alemany (1933-1945) està subjecte a restriccions legals en diversos països.
Tot i que és legal a la majoria de països, a diversos països europeus la visualització de banderes associades al govern nazi està subjecta a restriccions o prohibició directa.
Moltes banderes nazis fan ús del símbol de l'esvàstica; tanmateix, l'esvàstica no sempre s'utilitza en relació amb el moviment nacionalsocialista del partit obrer alemany o del Tercer Reich alemany o els militars alemanys de 1933-1945. Fora del nazisme, l’ús d’esvàstiques és anterior al Tercer Reich alemany, i data de fa uns 3.000 anys. És possible mostrar certes esvàstiques no nazis fins i tot en zones on les esvàstiques nazis estan prohibides.
|                 | Exhibició pública de banderes nazis | Negació de l'Holocaust |
| --------------- | ----------------------------------- | ---------------------- |
| Estats Units    | Legal                               | Legal                  |
| Regne Unit      | Legal                               |                        |
| Austràlia       | Legal                               | Il·legal               |
| Finlàndia       | Legal                               |                        |
| Espanya         | Legal                               | Legal                  |
| Estònia         | Legal                               |                        |
| Noruega         | Legal                               |                        |
| Suècia          | Il·legal                            | Il·legal               |
| Itàlia          |                                     | Il·legal               |
| Alemanya        | Il·legal                            | Il·legal               |
| Àustria         | Il·legal                            | Il·legal               |
| Països Baixos   | Il·legal                            | Il·legal               |
| Bèlgica         |                                     | Il·legal               |
| França          | Il·legal                            | Il·legal               |
| República Txeca |                                     | Il·legal               |
| Romania         | Il·legal                            | Il·legal               |
| Polònia         | Il·legal                            | Il·legal               |
| Hongria         | Il·legal                            | Il·legal               |
| Lituània        | Il·legal                            | Il·legal               |
| Letònia         | Il·legal                            |                        |
| Rússia          | Il·legal                            | Il·legal               |
| Ucraïna         | Il·legal                            |                        |
| Brasil          | Il·legal                            | Legal                  |

## Àsia

### Israel
L’ús de símbols nazis és legal a Israel. La legislació sobre aquests símbols es va iniciar a principis del 2012, però no es va aprovar cap llei.

## Amèrica

### Canadà
El Canadà no té cap legislació que restringeixi específicament la propietat, exhibició, compra, importació o exportació de banderes nazis. No obstant això, les seccions 318-320 del Codi penal, adoptades pel parlament canadenc el 1970 i basades en gran part en les recomanacions del Comitè Cohen de 1965, proporcionen a les agències d'aplicació de la llei un ampli abast per intervenir si s'utilitzen aquestes banderes per expressar odi en un lloc públic (en particular els articles 319 (1), 319 (2) i 319 (7)).

### Estats Units
L'exhibició pública de banderes nazis està protegida per la Primera Esmena a la Constitució dels Estats Units que, afirmada pel cas del Tribunal Suprem Texas v. Johnson, garanteix el dret a la llibertat d’expressió.

### Brasil
La llei federal contra el racisme castiga amb penes d'entre 2 i 5 anys la fabricació, distribució o comercialització de símbols, emblemes o propaganda que utilitzin l'esvàstica (art. 20 Llei 7716/1989 i 9459/1997). Altres aspectes, com la realització de la salutació feixista o la negació de l'Holocaust, no es contemplen literalment en aquest text, encara que podria enquadrar-se en el punt C del mateix article, que amplia el delicte a les actituds o tractaments donats a minories que les coaccionin, humiliïn, avergonyeixin o atemoreixin. Des de 2020, el Congrés Nacional del Brasil treballa en un projecte de llei que penalitzi la negació de l'Holocaust. No obstant, aquesta ja s'ha aprovat en algunes assemblees legislatives estatals, com la de Pernambuco.

## Europa

### Àustria
Àustria prohibeix estrictament la visualització pública o la proliferació de totes les insígnies, símbols, emblemes, uniformes (complets o parcials), banderes, etc., clarament associades al Partit Nacionalsocialista Obrer Alemany (NSDAP, conegut comunament com a Partit Nazi). Hi ha excepcions legals per a obres d'art (inclosos llibres, pel·lícules, representacions teatrals, jocs d'ordinador i exposicions públiques educatives o commemoratives, etc.), però no s'apliquen si l'obra respectiva promou el nacionalsocialisme (ja que generalment està prohibit a Àustria). La llei s’ha modificat per incloure substitucions reconegudes comunament o representacions lleugerament modificades de símbols nazis. Les infraccions de la Llei de distintius de 1960 (Abzeichengesetz 1960), que prohibeix la visualització pública de símbols nazis, estan sancionades amb fins a 4.000 euros de multa i fins a un mes de presó. Tanmateix, si la violació es considera un intent de promoure el nacionalsocialisme, s'aplica la Llei de prohibició de 1947 (Verbotsgesetz 1947), que permet fins a deu anys de presó.
No obstant això, el comerç de medalles, uniformes o altres records no és il·legal a Àustria.

### República Txeca
La República Txeca no té cap legislació que restringeixi la propietat, exhibició, compra, importació o exportació de banderes nazis; de fet, la legislació txeca dificulta fins i tot la prohibició de les protestes que impliquen aquestes banderes.
El 1991, a Txecoslovàquia es va fer l'esmena 260 del codi penal que prohibia la propaganda de moviments que restringien els drets i les llibertats humans, citant el nazisme i el comunisme. Posteriorment, es van eliminar les mencions específiques, citant la seva manca de definició legal clara. Tanmateix, es va reconèixer la llei mateixa com a constitucional.
La policia pot cancel·lar aquests esdeveniments només quan es faci evident que els manifestants inciten a l'odi, cosa que es considera il·legal a la República Txeca. La regulació legal dels delictes d'odi a la República Txeca es troba a la Llei 140/1961 de la Llei penal (modificada per la Llei 175/1990).

### Xipre
Xipre no té cap legislació destinada a restringir la propietat, la visualització, la compra, la importació o l'exportació de banderes nazis, ni el Codi Penal de Xipre permet expressament tenir en compte motius racistes o d'altres biaixos a l'hora de dictar sentències.
No obstant això, l'ús de banderes nazis de manera que pugui causar discriminació, odi o violència es pot tractar segons la ratificació de Xipre de la Convenció de les Nacions Unides sobre l'eliminació de totes les formes de discriminació racial. Això permet processar qualsevol persona que expressi una idea (en públic, utilitzant gairebé qualsevol mitjà, incloses banderes) que insulti la raça, religió o ètnia d'una altra persona.

### Estònia
A principis de 2007 l'assemblea legislativa d'Estònia anomenada Riigikogu tramità un projecte de llei que modificava el Codi Penal per fer castigar l’ús públic dels símbols soviètics i nazis si s’utilitzaven de manera que pertorbessin la pau pública o incitessin a l’odi. El projecte de llei no va entrar en vigor, ja que només va aprovar la primera lectura del Riigikogu.

### Finlàndia
Finlàndia no té cap legislació específica dirigida a controlar la propietat, la visualització, la compra, la importació o l'exportació de banderes nazis, però el Codi Penal (39/1889) (especialment el capítol 11 "Crims de guerra i delictes contra la humanitat", secció 8) es pot aplicar quan un delicte s'ha dirigit a una persona pertanyent a un grup nacional, racial, ètnic o d'un altre grup de població a causa de la seva pertinença a aquest grup.
Finlàndia té una història d'ús d’esvàstiques per a banderes governamentals i militars. Les banderes que contenen el símbol es poden trobar a la Força Aèria de Finlàndia, Forces de Defensa, certs regiments de l'exèrcit i escoles de vol.

### França
A França, és il·legal exhibir públicament banderes, uniformes i insígnies nazis, tret que es tracti d’una pel·lícula, espectacle, producció cinematogràfica o espectacle històric.
L'abril del 2000, la Lliga Internacional contra el Racisme i l'Antisemitisme i la Union des étudiants juifs de France (la Unió d'Estudiants Jueus Francesos) van presentar un cas contra Yahoo! que es va oposar a la subhasta de records de nazis, a França, a través del lloc web de Yahoo!, basant-se en el fet que infringia l'article R645-1. Un jutge francès va ordenar inicialment a Yahoo! prendre mesures que impossibilitin als usuaris de França arribar a qualsevol record memorial nazi a través de Yahoo! lloc.

### Alemanya
Després de la Segona Guerra Mundial, es va modificar el codi penal de la República Federal d'Alemanya per prohibir el material de propaganda i els símbols de partits prohibits i d'altres organitzacions (StGB 86 i 86a). Això inclou explícitament material de la tradició d'una antiga organització nacionalsocialista. Es prohibeix la producció i distribució d’aquest material, així com la visualització pública dels símbols relacionats. Les conseqüències legals poden ser una multa o una pena de presó de fins a tres anys.
En són exemples els símbols nazis, com l'esvàstica i el logotip de les SS. Tot i que és legal utilitzar els símbols amb finalitats educatives i artístiques.

### Hongria
L'article 335 de la Llei C de 2012 sobre el Codi penal d'Hongria regula la criminalitat en "l'ús de símbols del totalitarisme", inclosa l'esvàstica, la insígnia de les SS, la creu de fletxa, el martell i la falç i l'estrella vermella de cinc puntes. I determina que qui exhibeixi públicament aquests símbols "o qualsevol símbol que representi l’anterior per trencar la pau pública, específicament per ofendre la dignitat de víctimes de règims totalitaris i el seu dret a la santedat" serà culpable d’un delicte sancionable amb una detenció privativa, en la mesura que no hagi provocat un delicte penal més greu.

### Letònia
El juny de 2013, el Parlament letó va aprovar la prohibició de mostrar símbols nazis en tots els actes públics. La prohibició inclou banderes, himnes, uniformes i l'esvàstica nazi.

### Lituània
Lituània va prohibir els símbols nazis el 2008 (article 18818 del Codi d'infraccions administratives) sota l'amenaça d'una multa. L’article 5 de la Llei de reunions prohibeix les reunions amb imatges nazis i soviètiques. A partir del 2015, les lleis eren ja vigents.

### Polònia
El 2009, a Polònia es van afegir els punts 2 i 4 a l'article 256, que prohibeix els símbols feixistes tret que s'utilitzin "com a part de l'activitat artística, educativa, col·leccionista o acadèmica".

### Rússia
El codi administratiu rus prohibeix la propaganda, la producció i la difusió de símbols i semblants nazis amb multes de fins a 100.000 rubles.

### Sèrbia
El 2009, Sèrbia va aprovar una llei que prohibia les "manifestacions d'organitzacions i associacions neo-nazis o feixistes, i l'ús dels símbols i insígnies neonazis o feixistes".

### Espanya
Els símbols neonazis o feixistes com l'esvàstica nazi i els símbols de Falange no estan prohibits a Espanya.

### Ucraïna
El 2015, el Parlament d'Ucraïna va aprovar una llei que prohibia l'ús de símbols comunistes i nazis a Ucraïna. L'ús d'aquests símbols està prohibit i castigat amb la presó.